# اران کولیرین
اران کولیرین (انگلیسی: Eran Kolirin; ۴ نوامبر ۱۹۷۳ –) یک کارگردان، و فیلم‌نامه‌نویس اهل اسرائیل بود. اولین فیلم بلند او با نام بازدید گروه موسیقی با استقبال روبرو شد و توانست جایزه اوفیر را از آن خود کند. کولیرین نیز توانست جوایز بهترین کارگردان و بهترین فیلمنامه آکادمی فیلم اسرائیل را به دست آورد. فیلم دومش با نام مبادله یکی از فیلم‌های بخش مسابقه در شصت و هشتمین دوره جشنواره بین‌المللی فیلم ونیز در سپتامبر ۲۰۱۱ بود.